# Asmodeo

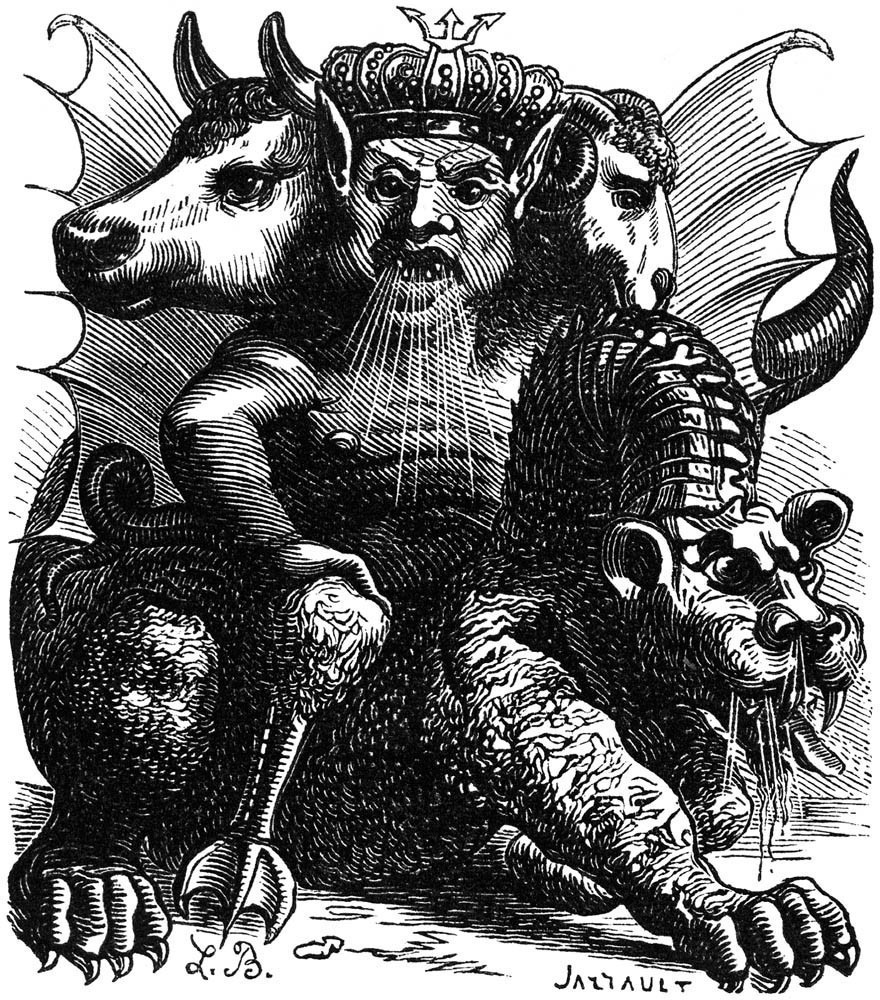
Asmodeo como se muestra en el Diccionario infernal de Collin de Plancy

Seal of Asmodeus

Asmodeo (hebreo:  אַשְמְדּאָי, ʾAšməddāy, griego antiguo: Ἀσμοδαῖος, Asmodaios) también llamado Asmodeus, Asmodaios, Asmodai, Hasmoday, Chashmodai, Azmonden o Sidonay, es uno de los príncipes de los demonios en la demonología de las religiones abrahámicas. Aparece en el libro bíblico (deuterocanónico) de Tobit o Libro de Tobías y también se lo menciona en el Talmud, en la literatura apócrifa, en la Historia de los Profetas y Reyes del autor musulmán Tabari y en los tratados de demonología. 
Su nombre deriva del avéstico *aēšma-daēva, con el significado de "daeva de la ira", aunque no bajo esta forma compuesta sino como el daēva Aēšma, mencionado en textos zoroástricos, de los cuales pasó al judaísmo cuando este pueblo fue parte del Imperio Persa, de allí fue tomado por el cristianismo primitivo.

## Descripción
En el Libro de Tobit, Asmodeo se enamora de Sara, hija de Raquel, y cada vez que aquella contrae matrimonio, mata al marido durante la noche de bodas. Así llega a matar a siete hombres, impidiendo que consumen el matrimonio. Más tarde, Sara se promete a un joven llamado Tobías. Este recibe la ayuda del arcángel Rafael, el cual le enseña cómo librarse del demonio. De este modo, Tobías toma un pez y le arranca el corazón, los riñones y el hígado, colocándolos sobre brasas. Asmodeo no puede soportar los vapores así desprendidos, y huye a Egipto, en donde Rafael lo encadena sabiendo que pez era el unico que lo podían derrotarlo. No se sabe más de la suerte que corre este demonio, pero se le presenta como símbolo del deseo carnal.
En el Talmud, Asmodeo no parece ser una criatura tan maligna como en otros libros, sino que relata historias sobre su trato con el rey Salomón. Al parecer, Salomón llegó a atrapar al demonio y lo obligó a construir el Templo de Jerusalén. En otra leyenda medieval judía, Asmodeo y Salomón se cambiaron el uno por el otro durante varios años. En otra Asmodeo es presentado como el rey de todos los demonios, similar al concepto cristiano de Satán, y como amante de Lilith después de que ésta abandonara a Adán.
Asmodeo y Samael "El Veneno de Dios" son dos de los nombres que se le da a Lucifer tras tentar a Eva con el fruto de uno de los árboles prohibidos (el del conocimiento del bien y del mal), tras su caída se emparejó con Lilith, la primera mujer de Adán y con ella engendró miles de demonios.
En ocasiones se atribuye a Asmodeo la paternidad del mago Merlín. En la Edad Media, cuando se quería asociar los 7 pecados capitales con sus "demonios responsables", se le indicó como el demonio de la lujuria.

## Asmodeo en la literatura y el arte

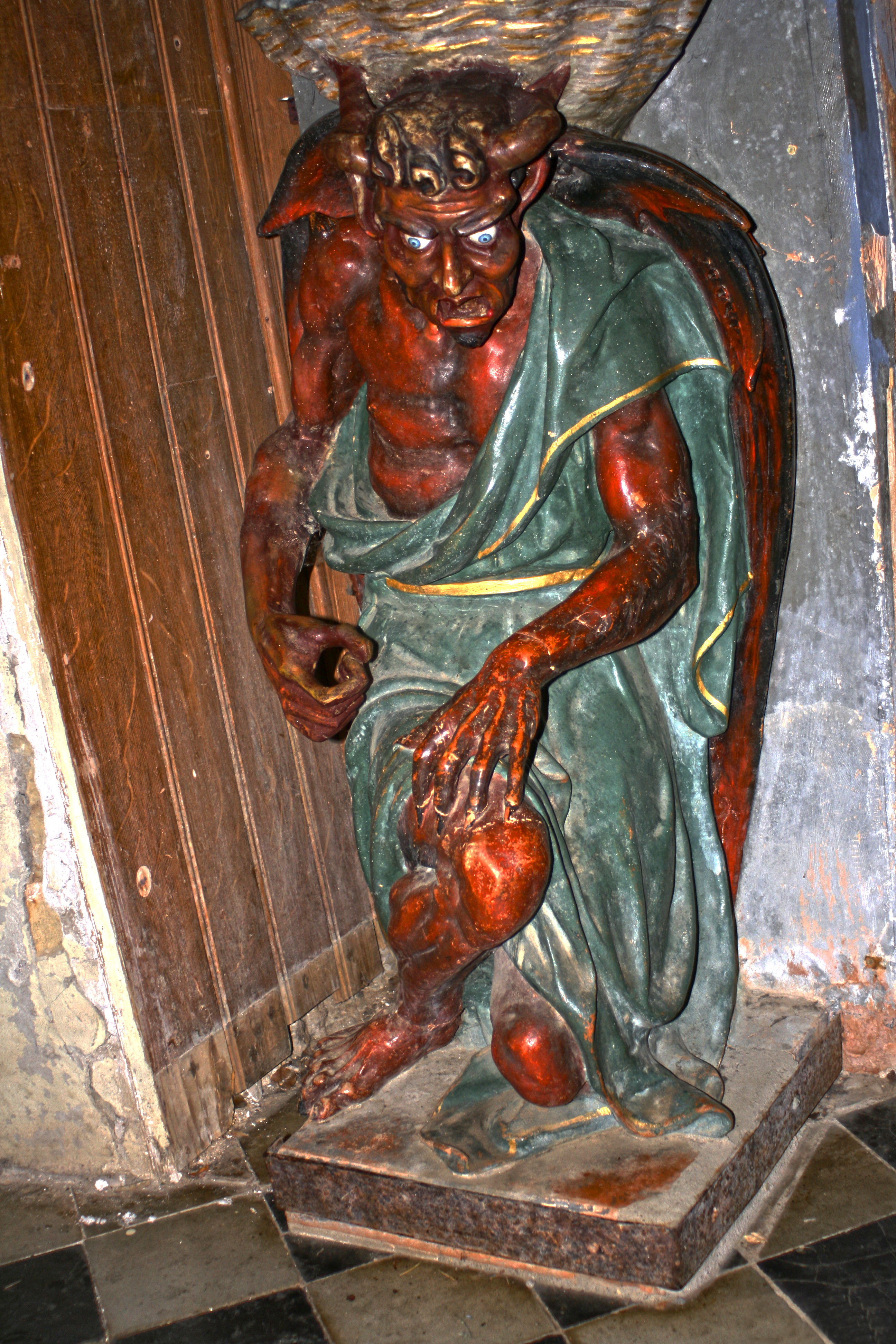
Estatua de Asmodeo en Rennes le Château, Francia

Asmodeo sirvió de inspiración al escritor Luis Vélez de Guevara para escribir su famosa novela El diablo cojuelo. Asimismo, Asmodea es el título que recibió en el inventario de 1829 un cuadro de Francisco de Goya. 
La novela de aventuras Los misterios de Si-Fan (1917) de Sax Rohmer hace referencia en su capítulo 38 a un supuesto culto medieval británico a Asmodeo.
En su forma original, aparece como el líder de los demonios que poseen al alcalde Sonny Baskerville en la obra Promethea de Alan Moore.
Aparece en el último libro de la saga de Cassandra Clare, Cazadores de Sombras: Ciudad de Fuego Celestial, como padre del gran brujo de Brooklyn, Magnus Bane.
Asmodeo es uno de los personajes principales del cuento de terror grotesco "Fiesta de cumpleaños" del escritor costarricense Ariel F. Cambronero Zumbado, el cual fue publicado en la revista mexicana Palabrerías en el 2018.
Aparece en la serie Supernatural en la temporada 13 como uno de los cuatro Demonios “Príncipes del Infierno” creados por Lucifer en persona, los otros tres son: Azazel, Dagon y Ramiel.
Asmodeus aparece en la novela visual y posterior anime Umineko No Naku Koro Ni como una mujer que sirve a las órdenes de la bruja Beatrice.
Asmodeus es uno de los demonios que  aparecen en el juego para móviles Obey Me.
Asmodeus - aparece como antagonista en el capítulo 7 de la primera temporada en la serie Helluva Boss.
Asmodeo aparece en el videojuego Persona 5, desarrollado por Atlus, como la forma que toma Kamoshida en la batalla final representando sus deseos retorcidos. 
La serie de anime Mairimashita! Iruma-kun hace referencia a Asmodeus en el personaje Asmodeus Alice, el cual toma el papel de compañero y mejor amigo del protagonista Suzuki Iruma.
En el videojuego Solatorobo:_Red_The_Hunter Asmodeus (アスモデウス Asumodeusu) es la aeronave personal de Red Savarin y Chocolat Gelato.
Asmodeo es el antagonista del capítulo 5 de la serie de Caracol Televisión Séptima Puerta, transmitida entre 2004 y 2005, dónde hace tratos con los seres humanos de darles todo lo que desean a cambio de que les entregue su alma, este capítulo se llamó "contrato a termino fijo", de la primera temporada y fue interpretado por el actor colombiano Sebastián Ospina (actor).
En la película El exorcista del Papa de 2023, el demonio contra el que se enfrenta el padre Gabriele Amorth (Russell Crowe) es Asmodeo. Su poder es tal que es capaz poseer a varias personas al mismo tiempo.